# Movistar (México)
Movistar (legalmente Pegaso PCS, S.A. de C.V.) es una empresa proveedora de servicios de telefonía móvil en México, subsidiaria de la compañía española Telefónica, S.A., y su división Telefónica Móviles.

## Inicios del Grupo Telefónica Móviles en México
La presencia en México del Grupo Telefónica Móviles, data del año 2000 cuando la compañía adquiere los 4 operadores del Norte del país: Cedetel, BajaCel, Norcel y Movitel, propiedad en ese entonces de Motorola y que operaban principalmente en redes (AMPS y CDMA). La transacción fue estimada en 1790 millones de dólares. Posteriormente en mayo de 2002, Movistar amplía su presencia a nivel nacional adquiriendo el 92% de las acciones de la compañía Pegaso PCS de manos de Grupo Pegaso, propiedad de Alejandro Burillo Azcárraga, de la familia Azcárraga, dueños de Televisa.
En el año 2002 y 2003, realiza las labores de fusión de las operaciones de Telefónica Móviles y Pegaso PCS, así como implementa la red GSM en regiones donde aún no contaba con operaciones, para unificar su servicio. Para abril de 2003, lanza el servicio GSM en Distrito Federal, Monterrey, Guadalajara y Tijuana y durante la última parte del año, lo lanza a nivel nacional, ya bajo el nombre único de Telefónica MoviStar.

## Nueva imagen de Movistar
Desde el 2000 (en su entrada al mercado mexicano) y hasta 2005, su imagen institucional era el texto "Telefónica MoviStar". Ese mismo año, tras la adquisición de las operadoras móviles de BellSouth en Centro y Sudamérica, unifica todas las operaciones en los países con presencia y, crea una nueva imagen llamada solo MOVISTAR, con la característica M en colores Azul y Verde. Como campaña de posicionamiento a nivel mundial, el tema musical "Walking on Sunshine", adaptación de la canción interpretado por JUMP 5, original de Katrina and the Waves, fue la elegida por Telefónica.
Durante el 2010, se realiza una ligera modificación de su logo, conservando únicamente el mismo en color verde y las letras en azul.
A principios de 2017, Movistar modifica nuevamente su logotipo e imagen. Destacan los colores azul y verde en el logo, además de la leyenda: Una marca de Telefónica.

## Clientes
Movistar es la segunda compañía en México por número de usuarios y cobertura (3G y 4G) y, la tercera en ingresos, después de AT&T. Movistar es la tercera empresa en cobertura propia en red 4G LTE, por debajo de AT&T y Telcel respectivamente.
Durante 2018, Movistar, junto con AT&T, fue ganadora de bloques de espectro en a banda de 2.5Ghz para ofrecer servicios 4.5G. Con esto, su cobertura se incrementará, al tener que cumplir los requerimientos del Gobierno, de ofrecer servicios en cierta cantidad de ciudades y/o poblaciones.
Los registros, al 30 de septiembre de 2018, indican más de 26 millones de usuarios activos en el país: 25.3 millones de accesos Móviles (Telefonía e Internet Móvil), poco más de 600,000 de telefonía fija, y casi 50,000 de Internet Fijo (lanzado de forma Piloto en diciembre de 2017) siendo superada únicamente por Celeste de América Móvil, perteneciente a Carlos Slim.
Durante 2017, la base de clientes de Telefónica, descendió aproximadamente en 1,1 millones de usuarios, mismos que fueron desconectados por Telefónica por ser usuarios de un consumo muy bajo, o que migraron a Telcel o AT&T. A pesar de esta disminución, el consumo de los clientes, ha ido en crecimiento, motivo por el cual Telefónica está centrando sus esfuerzos en clientes que le representen un mayor valor.

## Tecnologías utilizadas

Logotipo utilizado por Movistar México hasta 2020

Actualmente, utiliza las tecnologías:

- GSM 1900 (lanzada en abril de 2003 y desactivada en enero de 2021)
- CDMA 800/1900 (en servicio desde 1999 y, desactivadas comercialmente en julio de 2006)
- UMTS/3G (lanzada en abril de 2007 en su primera fase en el norte del país y, durante 2010, extendida a lo largo del país)
- HSDPA/3.5G (lanzada el 20 de noviembre de 2008)
- HSUPA o HSPA+/3.75G (lanzada en julio de 2010)
- LTE/4G (lanzada en octubre de 2012 en primera etapa en las zonas más importantes del D.F, Guadalajara y Monterrey) en Band Class (o conocida como BC) a 1900 MHz en la banda 2.
El 31 de octubre, Movistar enciende en la totalidad de la Ciudad de México y Área conurbada la red LTE, y para finales de diciembre, hace lo mismo en Guadalajara y Monterrey.
- LTE Advanced Pro o 4.5G (en etapa de Pruebas desde diciembre de 2017 en Monterrey). En octubre de 2018, se entregan las concesiones ganadas a Movistar para explotar esta tecnología en la banda de 2.5GHz, al hacerse de 2 bloques de 60MHz, con lo que podrá ofrecer este servicio a nivel nacional.
- 5G (lanzada el 15 de diciembre de 2022)

Historia de Despliegue de las redes 3G, 4G y 5G de Movistar en México:
Durante la Campus Party México 2010, se habían realizado pruebas de 4G sobre LTE. En ese entonces, fue la primera red LTE en servicio en el país. Así mismo, en la edición de Campus Party México 2011, se instaló una red LTE 100% real en colaboración con Nokia-Siemens (con permisos especiales de parte del Gobierno), para conectar a los usuarios al servicio 4G, donde se alcanzaron velocidades de 93Mbps. Finalizadas esas pruebas, Movistar comenzó a implantar celdas con capacidad LTE, para estar listos para ofrecer dicho servicio.
En la 3.ª edición de la Campus Party México, Francisco Gil Díaz, presidente de Telefónica México y Centroamérica, anunció que una vez que el gobierno licitara las frecuencias necesarias, desplegarían y encenderían la red LTE/4G, lo que esperaban se realizara antes de iniciar el 2013 y, así se dio.
En septiembre de 2014, Movistar mejora y lanza nuevamente su red 4G LTE en toda la Ciudad de México, ofreciendo velocidades promedio de 25Mbps.
Los días 19 y 20 de septiembre de 2014, Movistar realizó un evento al que titularon "#VasAVolar", como parte de su campaña de relanzamiento de la red, donde la idea era "saturar" la red, para comprobar el funcionamiento y estabilidad de la red, al tener cientos de usuarios simultáneos utilizando de forma intensa las aplicaciones más importantes como fueron: Google, Facebook, Twitter, Vine, FourSquare, Instagram, Pinterest, YouTube, Spotify, Netflix, entre otras más, así como transmisión del evento en tiempo real ONLINE vía YouTube, programas de Radio (Ibero 90.9), Vuelo de Drones, entre muchas más. Los resultados fueron excelentes para la compañía y, dicho festival tuvo como principal objetivo poder probar como funcionaba la tecnología en uso rudo, para poder abrirla al público comercialmente el día 3 de octubre.

Para el 1 de julio de 2015, Movistar ya cuenta con cobertura 4G LTE en 15 ciudades de la República Mexicana, como son; Ciudad de México y Área Metropolitana, Guadalajara, Monterrey, CD. Juárez, CD. Victoria, Culiacán, Hermosillo, León, Matamoros, Mexicali, Nuevo Laredo, Puebla, Querétaro, Reynosa, San Luis Potosí, Saltillo, Tampico, Tijuana y Toluca.
A noviembre de 2018, Movistar cuenta oficialmente con 39 Ciudades y Zonas aledañas cubiertas por la red 4G LTE, y 20 más en etapas de prueba, al instalar antenas y repetidoras de esta señal, para poder ampliar su cobertura.
A pesar de contar con una gran variedad tecnológica, su rezago en la ampliación de Cobertura 3.5G/3.75G le impidió en algún momento, competir contra Iusacell (ahora AT&T) o Telcel de forma agresiva en el Servicio de datos 3G, donde las últimas 2 empresas tenían mayoría del mercado.
Sobre este tema de rezago, pasó de cubrir 8 ciudades 3G en noviembre de 2008 y 19 Ciudades en 2009, a 60 Ciudades durante 2010 y 2011 y el resto del país en la última parte de 2011, gracias a las licitaciones de frecuencia del Gobierno Mexicano.
Actualmente, Movistar supera en cobertura y servicio a Iusacell (AT&T) y compite directamente contra Telcel en Tecnología 2G y 3G/3.5G. En cobertura 4G, se ubica detrás de AT&T y Telcel respectivamente. Sin embargo, se posiciona como primer o 2° lugar en cuanto a velocidad de navegación.
El 15 de diciembre de 2022, Movistar lanza su servicio 5G en 3 ciudades de la República Mexicana y se irán liberando distintas ciudades más en próximos días hasta llegar a 33 ciudades antes de marzo de 2023. Debido a la devolución de espectro que hizo al Gobierno Mexicano, opera a través de las redes de AT&T, siendo un operador semi Virtual (OMV parcial), ya que a pesar de no contar con frecuencias, cuenta con sus centros de datos, núcleos, emisión de Tarjetas SIM, Facturación, entre más opciones, que distan de un OMV Total.

## Alianzas externas
- Telefónica Móviles México ha firmado diferentes tipos de Alianzas y/o Convenios.
En el ramo de Operador Móvil Virtual (donde una empresa adquiere Minutos, SMS y Datos al mayoreo a Movistar, para revenderlos bajo otra nombre), cuenta con los siguientes convenios;
1. 1.- En 2008, Movistar entabla una alianza con Maxcom Telecomunicaciones S.A.B de C.V para proveerle de servicios de Telefonía Móvil a los suscriptores del servicio de Maxcom. Hasta la fecha, dicho acuerdo se mantiene vigente y tienen una base de más de 45,000 líneas móviles del servicio de MaxcomCel. Maxcom fue el primer operador CUÁDRUPLE PLAY en México al ofrecer planes de Voz Fija, Móvil, Internet y TV y el primero en considerarse OMV.

1. 2.- En 2011, Movistar celebra un nuevo acuerdo de este tipo con la cablera Megacable, denominado MegaCel. Este fue el segundo acuerdo de Telefónica y, MegaCel es considerada la segunda OMV y Operadora Cuádruple Play.

Se habla de la posibilidad de que Telefónica pudiera interesarse en adquirir Megacable, para entrar al mercado de la TV de Paga.
1. 3.- En 2012, se iniciaron las pláticas entre Movistar y la compañía británica Virgin Mobile, esto con la finalidad de que esta última, ofreciera servicio en México, con la red de Movistar. Se apostaba mucho a este convenio, debido a que la calidad de la misma ha sido avalada por la dependencia gubernamental Cofetel (Ahora IFT), ya que es la compañía con el menor porcentaje de llamadas caídas o no completadas, mejor velocidad de datos, porcentaje nulo de mensajes no entregados y, menor cantidad de reclamos VS magnitud de usuarios, ante Profeco, así como por ser la que mejor eficiencia de espectro ofrece.

En septiembre de 2013, este convenio se oficializa y, Virgin Mobile hace público que, en el primer semestre de 2014, iniciará operaciones de la mano de Movistar. El martes 10 de junio de 2014, Virgin Mobile México hace su aparición y presentación al público. Este es el 3.er OMV del país.
1. 4.- El lunes 16 de junio de 2014, Tuenti, filial de Telefónica|Movistar, inicia sus operaciones en México como 4° OMV. A pesar de que es una filial del grupo, en México competirá contra los OMVs por ofrecer servicios para usuarios que no desean atarse a un contrato, además de que su oferta comercial se enfoca principalmente a Redes Sociales.

1. 5.- El 29 de agosto, MAZ TIEMPO, de la compañía Zonda Mobile, fabricantes de equipos celulares, se convierte en el 5° Operador Móvil Virtual en México, utilizando la red de Movistar.

1. 6.- El 8 de septiembre, Cierto, la división móvil de EKOFON, inició operaciones como 6° operador Virtual, trabajando en la red de Movistar.

1. 7.- En febrero de 2015, QBOCel se convierte en el 7° Operador Móvil Virtual operando bajo la red de Movistar. Esta empresa enfoca su servicio a docentes del SNTE. En el programa piloto de arranque, se entregarán 100,000 líneas y, se irá incrementando el número, de acuerdo a sus políticas.

1. 8.- En octubre de 2015, TRUUMobile, a través de su marca Weex se convierte en el 8° Operador Móvil Virtual operando bajo la red de Movistar. Weex es una empresa con fondeo de Coca Cola Founders y va orientada al segmento juvenil que busca principalmente mantenerse conectado a internet. Con paquetes que van desde $1 por día en Mensajería Instantánea hasta paquetes semanales de 250MB y 90 minutos por $97, tiene una oferta muy diferente de la competencia.

Para el segundo semestre de 2015, Telefónica tiene listos de 3 a 5 nuevos convenios, dentro de los que destacan:
- Lycamobile, compañía Británica que aterrizará en México, utilizando también la red de Movistar. Su entrada estaba prevista para finales de 2014. La compañía enfocará su oferta comercial al mercado Migrante, muy similar a la oferta de CIERTO.

- En 2013, también se hizo oficial el convenio con la cadena de Tiendas Coppel. Se anunció por parte de la cadena que, se pretendía iniciar operaciones durante la segunda mitad de 2014, aunque dicho lanzamiento no se ha llevado a cabo ni se han dado más detalles sobre esta operación. Sin embargo, el convenio y los planes siguen adelante.

- En septiembre de 2014, Telefónica y Chedraui, la 3.er cadena de Supermercados del país, anunciaron que, habían firmado un contrato donde esta arrendaría la red de Movistar para convertirse también en OMV. Su lanzamiento será en el segundo semestre de 2015.

Telefónica México tiene negociaciones con aproximadamente 6 compañías más, para operar bajo el esquema de Operador Móvil Virtual. Actualmente ya tiene 8 operadores / compañías virtuales bajo su infraestructura y sigue negociando con más interesados en arrendar a través de su red, gracias a la calidad, costes y efectividad de la misma.
- Alianzas externas;
1.- Durante 2010, Movistar estableció una alianza con Televisa y Megacable, donde estas 3 empresas ofertaron poco más de $885 millones de pesos (mdp) por un par de hilos de Fibra Óptica de la CFE de la cual ya son ganadores de esta licitación, y le permitirá a Movistar y a sus asociados, ofrecer Telefonía Fija, Transmisión de Datos y más servicios (cada operador por separado) en competencia al Gigante de las comunicaciones en México, Telmex. El consorcio creado para este efecto es GTAC (Grupo de Telecomunicaciones de Alta Capacidad).
2.- En julio de 2012, Movistar firma un acuerdo con Iusacell, donde Movistar proveerá de mayor cobertura a los usuarios de Iusacell (incluye a los usuarios Virtuales de Unefon). Este acuerdo se firma por un periodo de inicio de 5 años, buscando ambas empresas poder dar mayor batalla a Telcel. Sobre este acuerdo, se han hecho menciones sobre que Telefónica ha adquirido participación accionaria dentro de Grupo Iusacell.
Una vez que Telefónica NO adquirió Iusacell y la misma fue vendida a AT&T, el convenio fue finalizado y AT&T vuelve a la cobertura que tenía Iusacell originalmente.
3.- En agosto de 2012, Movistar firma convenio con Nextel México donde, ambas empresas podrán interconectar a sus usuarios de Radio, sin problemas por ser operadoras distintas. Este convenio, se dio cercano al lanzamiento de la nueva red de Nextel México llamada EVOLUTION (lanzada el 24 de septiembre de 2012, dando paso así al apagado paulatino de su red iDen), donde al utilizar una nueva red 3G sobre GSM/UMTS, permite que se lleven a cabo esta conexión con usuarios de la red de Movistar.
4.- En enero de 2014, nuevamente Nextel México y Movistar firman un nuevo acuerdo, esta vez, similar al de Iusacell. En el mismo se indica que Movistar permitirá a Nextel México acceder a su red, lo que le daría mayor cobertura en Voz, Datos y SMS a Nextel. Este acuerdo también se aplicó a la par con Nextel Brasil y Vivo (compañía de Telefónica Móviles en Brasil).
Después de que AT&T igualmente comprara Nextel, se finalizó el convenio que tenían para brindar mayor cobertura.
- Acuerdos de adquisición;
1.- Durante los últimos días de 2013 y, primeros de 2014, se avivaron los rumores de la inminente fusión de Iusacell con Movistar. Se dice que, ejecutivos de Telefónica se han reunido con sus similares de Iusacell, siendo asesorados por Grupos Financieros como Bancomer y Santander, para llevar a cabo dicha operación.
Se espera que, una vez sean aprobadas las leyes en Telecomunicaciones (lo cual no debe pasar de mediados de 2014), Movistar comprará de manos de Televisa y Grupo Salinas el total de Iusacell, para así fusionarla con su actual operación en México.
En julio, se hizo latente de nueva cuenta este rumor pero, Grupo Salinas no accedió a vender su participación en Iusacell, a pesar de que Televisa ha permitido el acercamiento. Finalmente, Iusacell fue vendido a AT&T.
En septiembre de 2014, Grupo Televisa sale de Iusacell y el control del 100% de la compañía regresa a manos de Grupo Salinas. Su presidente, Ricardo Salinas Pliego, informa que se busca a un socio estratégico para Iusacell y nuevamente se avivan los rumores sobre la integración de Iusacell a la marca Movistar.
2.- Se rumora que, más adelante, podría tomarse la misma acción de parte de Movistar con la operación de Nextel.
(Debido a que Nextel se ha declarado en Quiebra, es probable que NII Holdings, propietaria de la división, planee vender sus operaciones en México y Movistar suena como posible comprador). En enero de 2015, AT&T, quien ya había adquirido Iusacell, adquiere ahora a Nextel.

## Productos, servicios y oferta comercial
Los productos ofrecidos por Movistar son: Telefonía para Hogar, Telefonía Móvil (Particular, PyMES y Corporativas), Internet Móvil, Localización Vehicular, TPV o Terminal Punto de Venta (Servicios de Terminales de Cobro Bancarios), Localización de Personas, Comunicación Directa Inmediata Personal o de Flotillas (MovilTalk), planes de Datos, Llamadas y Mensajes por Cobrar (servicio de emergencia entre usuarios de la empresa, siendo pioneros en lanzar este beneficio), Segunda Línea Móvil, Tarjeta de Crédito de Marca Compartida, Tienda de Música, Servicios de Respaldo en la Nube, Protección y Respaldo de Datos de terminales, Internet Satelital, Telefonía Pública, entre otros más.
Desde mayo de 2011, Movistar reforzó su oferta comercial al ofrecer a los clientes una garantía de satisfacción en los servicios y atención que brinda a sus usuarios, donde promete cumplir con las necesidades de cobertura (nacional e internacional), de cobro justo (en Prepago, Planes Residenciales y Empresariales) y de Satisfacción (con Equipos, Atención al Cliente y Servicios) del público, como diferencia de sus competidores.
Así mismo, durante 2011, incrementa su oferta al público, ofreciendo costos aún más bajos e incremento de uso en los servicios.
Movistar ha ofrecido, planes comerciales donde sobresalen: Prepago Simple (la mista tarifa en llamadas salientes, sin importar el carrier al que se realice la llamada), Internet Compartido (donde el cliente puede compartir los MegaBytes incluidos entre las líneas que contrate, sin importar que dispositivo utilicen - Teléfono Celular, Tableta o Módem de Banda Ancha), Prepago Plus, donde el cliente combina un Plan de Renta con las ventajas de un Prepago (sin pasar por consulta crediticia ni firma de contrato), Plan Movistar Total (el cual, con precios que van desde $400, integra todos los servicios en un mismo equipo, los cuales son Telefonía Celular, Telefonía Fíja, MoviTalk (Radio tipo PTT) e Internet móvil), Prepago Cero (la tarifa más baja sin importar el monto de recarga), Planes Select (con minutos Todo Destino, Minutos a Comunidad Movistar, SMS y MB), Internet Ilimitado (Navegación Ilimitada en Apps por Semana, Quincena o Mes, además de bolsas de MB amplias para otro tipo de navegación), Movistar Ilimitado (oferta comercial de Prepago con la mayor cantidad de Minutos y SMS a otros operadores, Minutos y SMS Movistar SIN LÍMITE, Facebook, Twitter, WhatsApp y Correo ILIMITADO y, 250MB para navegar libre) por una recarga de $200 MXP (menos de $20USD), Planes Gigamove (Planes con bolsas de Minutos, SMS y Datos para uso rudo), Prepago Doble, Planes #VasAVolar (donde el usuario realmente contrata MB o GB de navegación y recibe Minutos y SMS SIN LIMITE a cualquier número Nacional, sin importar la compañía o modalidad, además de una licencia Spotify Premium), Prepago Ilimitado Nacional (Recargando $300 MXP al mes, recibe Minutos y SMS Ilimitados a cualquier número Nacional, además de 500MB para Navegar), Anulación de Roaming con EE. UU. (donde cuesta lo mismo hablar estando en México o EE. UU.), Roaming de Datos en regiones Movistar (donde puede usarse el mismo contenido de Internet incluido en el plan, en países de Presencia Movistar), entre otras más.